# Генеральный директорат специальных служб
Генеральный директорат специальных служб (фр. General Directorate for Special Services, DGSS) — спецслужба Сражающейся Франции, созданная в октябре 1943 года в результате объединения конкурирующих разведслужб, подчинявшихся Ш. де Голлю и А. Жиро.
Необходимость создания объединённой спецслужбы была вызвана ожесточённым соперничеством спецслужб де Голля и Жиро, которые фактически воевали друг с другом: вели плотное наблюдение друг за другом, пытались перевербовывать офицеров и агентов, что препятствовало осуществлению их основной деятельности — борьбы против немцев.
В октябре 1943 года формальное объединение состоялось, и на должность руководителя новой спецслужбы де Голль 27 ноября 1943 года назначил специалиста по древним культурам Центральной Америки Жака Сустеля, который до назначения на этот пост был комиссаром по информации в «Сражающейся Франции». Назначение Сустеля, который ранее никогда не соприкасался с разведкой и имел звание лейтенанта резерва, вызвало сопротивление со стороны Жиро, на что де Голль ответил: «Если вас это беспокоит, мы наденем на него генеральский мундир». По мнению историка спецслужб И. Ландера, Сустель был агентом нелегальной резидентуры советской военной разведки в Великобритании.
Генеральный директорат специальных служб в 1944 году был реорганизован в Генеральный директорат по исследованиям и анализу (фр. Direction générale des études et recherches, DGER), который, в свою очередь, в 1945 был преобразован в Службу внешней документации и контрразведки (фр. Service de documentation extérieure et de contre-espionnage, SDECE), просуществовавшую до 1982 года.